# The Return, le retour d'Ulysse
Pour les articles homonymes, voir The Return.
Pour plus de détails, voir Fiche technique et Distribution.
The Return, le retour d'Ulysse (The Return) est un film multinational réalisé par Uberto Pasolini et sorti en 2024.
Le film, qui met en vedette Ralph Fiennes et Juliette Binoche, est un récit de l’Odyssée d'Homère par Edward Bond, John Collee et Uberto Pasolini. Il est présenté au festival international du film de Toronto 2024.

## Synopsis
De retour de la guerre de Troie après vingt ans d'absence, Ulysse échoue sur les côtes d’Ithaque, son ancien royaume. Sa femme Pénélope, restée fidèle, y vit prisonnière de sa propre demeure, repoussant tous les prétendants à la couronne. Télémaque, leur fils, qui n'a jamais connu son père, devient un obstacle pour ceux qui veulent s’emparer du pouvoir.

## Fiche technique
Sauf indication contraire, les informations mentionnées dans cette section peuvent être confirmées par les bases de données cinématographiques  présentes dans la section « Liens externes ».
- Titre original anglais : The Return
- Titre grec : Η επιστροφή
- Titre italien : Itaca - Il ritorno
- Titre français : The Return, le retour d'Ulysse[1]
- Réalisation : Uberto Pasolini
- Scénario : Edward Bond, John Collee et Uberto Pasolini, d'après L'Odyssée de Homère
- Décors : Francesca Bottaro
- Photographie : Marius Panduru
- Montage : David Charap
- Production : Uberto Pasolini, Roberto Sesso, Giorgos Karnavas, Konstantinos Kontovravkis, Stéphane Moatti, Romain Le Grand, Vivien Aslanian, Marco Pacchioni

Producteurs délégués : Andrew Karpen, Keith Kehoe, Kent Sanderson, Nicolas Sandler et Linda Vianello
- Sociétés de production : Bleecker Street, Red Wave Films, HanWay Films, Heretic, Picomedia, Rai Cinema, Kabo Films et Marvelous Production
- Sociétés de distribution : Bleecker Street (États-Unis), 01 Distribution (Italie), Maverick Distribution (France)[1]
- Pays de production : 	 Italie,  Grèce,  Royaume-Uni,  France,  États-Unis
- Langue originale : anglais
- Format : couleur
- Genre : drame
- Durée : 116 minutes
- Dates de sortie[2] :
  - Canada : 7 septembre 2024 (festival de Toronto)
  - États-Unis : 6 décembre 2024 (en salles)
  - France : 18 juin 2025[1]

## Distribution
- Ralph Fiennes : Ulysse
- Juliette Binoche : Pénélope
- Charlie Plummer : Télémaque
- Tom Rhys Harries : Pisandre
- Marwan Kenzari : Antinoos
- Moe Bar-El : Elatos
- Claudio Santamaria : Eumée
- Amir Wilson : Philétios
- Ayman Al Aboud : Indius
- Francesco Bianchi : Amphimédon
- Aaron Cobham : Léiodès
- Nicolas Retrivi : Hélénos
- Bruno Cassandra : Promaque
- Cosimo Desil : Eurydamas
- Ángela Molina : Euryclée
- Stefano Santomauro : Thoas
- Magaajyia Silberfeld : Demea
- Nikitas Tsakiroglou : Laertes (Grand-père de Télémaque)

## Production

### Genèse et développement
En avril 2022, Deadline Hollywood annonce que les deux acteurs principaux du film Le Patient anglais (1996), Ralph Fiennes et Juliette Binoche, vont à nouveau être réunis dans le film The Return d'Uberto Pasolini.
Le site Deadline annonce alors que le scénario est écrit par John Collee et Edward Bond, que le film est produit par James Clayton et Pasolini pour Red Wave Films et que HanWay Films gère les ventes mondiales.
En février 2023, on annonce que Bleecker Street acquiert les droits nord-américains, et qu'Andrew Karpen et Kent Sanderson sont les producteurs exécutifs du projet.
Roberto Sessa pour Picomedia avec Rai Cinema, Giorgos Karnavas et Konstantinos Kontovravkis pour Heretic et Stéphane Moatti, Romain Le Grand, Vivien Aslanian et Marco Pacchioni pour Kabo Films et Marvelous Production sont producteurs de cette coproduction multinationale (Italie, Grèce, Royaume-Uni, France).

### Attribution des rôles
Le film est la première fois que Ralph Fiennes et Juliette Binoche apparaissent dans le même projet depuis The English Patient, le film oscarisé en 1996.
En février 2023, Charlie Plummer et Marwan Kenzari rejoignent la distribution.

### Tournage
Le tournage débute en Grèce au printemps 2023, avec des tournages principaux dans les régions de Corfou et du Péloponnèse, avant de se poursuivre en Italie. Le tournage se termine à Corfou en juin 2023.

## Accueil

### Critiques de presse
Le site agrégateur de critiques Rotten Tomatoes, consulté le 18 juin 2025, indique une note de 78 sur 100, sur la base de 86 critiques parues dans les médias anglophones ; la synthèse des critiques indique : « The Return enlève les aspects mythologiques du retour d'Ulysse, ainsi qu'une partie du fun, mais les prestations extraordinaires de Ralph Fiennes et de Juliette Binoche suffisent à rendre ce drame absorbant. » Le site Metacritic, à la même date, indique une note de 66 sur 100 fondée sur 23 critiques et indique un accueil "généralement favorable".